# سیارک ۱۷۱۷۶
سیارک ۱۷۱۷۶ (به انگلیسی: 17176 Viktorov، نامگذاری:1999SH17) هفده هزار و صد و هفتاد و ششمین سیارک کشف شده‌است که در ۳۰ سپتامبر ۱۹۹۹ کشف شد.
قدر مطلق سیارک برابر ۱۸.۶ است.